# Wacław Dec
Wacław Dec (ur. 27 lutego 1931 w Mikicinie, zm. 12 maja 1997 w Łodzi) – profesor, ginekolog i położnik.

## Życiorys
Jeden z nielicznych specjalistów umiejących operować przy użyciu metody Cohena.
Ukończył studia medyczne w Wojskowej Akademii Medycznej w Łodzi. Pracował tam do 1983 roku, kiedy to jego syn uciekł do Szwecji, a to nie przystawało działaczowi uczelnianej POP PZPR.
Od 1984 roku Dec był dyrektorem Instytutu Ginekologii i Położnictwa AM w Szpitalu im. Madurowicza w Łodzi.
W latach 1987–1990 był prorektorem do spraw nauczania i wychowania łódzkiej Akademii Medycznej.
W 1993 oświadczył w „Wiadomościach” TVP: Oficjalne przerywanie ciąży nie istnieje. Ale jeśli przychodzi do nas kobieta, która ma pięcioro dzieci, mąż jest alkoholikiem i szóste dziecko w drodze, to usuwamy ciążę, wpisując do karty inny tytuł, na przykład poronienie. Kolejne zdanie profesora wycięto, a brzmiało: Taka sytuacja jest głęboko niemoralna, gdyż stawia lekarza w konflikcie z prawem i sumieniem. Groził mu zakaz wykonywania zawodu.
W 1995 otrzymał tytuł „Łodzianin Roku”.
8 maja 1997 roku, ciężko ranny w wypadku samochodowym pod Puławami, zmarł cztery dni później. Decyzją łódzkiego abp. Władysława Ziółka odmówiono odprawienia mszy i pochówku z udziałem księdza. Nad trumną przemawiał kapelan WAM ksiądz kapitan Tadeusz Łukaszczyk, niepodlegający bezpośredniej jurysdykcji biskupa łódzkiego, lecz wojskowego.
W Łodzi w 1998 r. na osiedlu Złotno wytyczono i nazwano jego imieniem ulicę.
Spoczywa na cmentarzu na Zarzewie w Łodzi.